# NGC 7299
NGC 7299 is een balkspiraalstelsel in het sterrenbeeld Kraanvogel. Het hemelobject werd op 1 september 1834 ontdekt door de Britse astronoom John Herschel.

## Synoniemen
- ESO 345-19
- MCG -6-49-8
- AM 2228-380
- PGC 69060